# Omloop Het Nieuwsblad 2015
L'Omloop Het Nieuwsblad 2015 va ser la 70a edició de l'Omloop Het Nieuwsblad. Es disputà el 28 de febrer de 2015 sobre un recorregut de 200,2 km amb sortida i arribada a Gant. La cursa formava part de l'UCI Europa Tour amb una categoria 1.HC.
El vencedor final fou l'anglès Ian Stannard (Team Sky) que s'imposà a l'esprint a Niki Terpstra (Etixx-Quick Step). Ambdós formaven part d'una escapada formada a 35 km de l'arribada i en què hi havia dos ciclistes més de l'Etixx-Quick Step, Tom Boonen i Stijn Vandenbergh. Stannard demostrà la seva superioritat i revalidà el triomf obtingut el 2014.

## Equips
L'organització convidà a prendre part en la cursa a deu equips World Tour i tretze equips continentals professionals:
- equips World Tour: AG2R La Mondiale, BMC Racing Team, Etixx-Quick Step, FDJ, IAM Cycling, Lotto Soudal, Team Katusha, Team Giant-Alpecin, Team LottoNL-Jumbo, Team Sky
- equips continentals professionals: GW Erco Shimano, Bora-Argon 18, Bretagne-Séché Environnement, CCC Sprandi Polkowice, Cofidis, Cult Energy, Team Europcar, MTN Qhubeka, Nippo-Vini Fantini, Roompot Oranje Peloton, Southeast, Topsport Vlaanderen-Baloise, Wanty-Groupe Gobert

## Classificació final
|    | Cilista                 | Equip              | Temps      |
| -- | ----------------------- | ------------------ | ---------- |
| 1  | Ian Stannard (GBR)      | Team Sky           | 4h 58' 42" |
| 2  | Niki Terpstra (NED)     | Etixx-Quick Step   | m. t.      |
| 3  | Tom Boonen (BEL)        | Etixx-Quick Step   | + 3"       |
| 4  | Stijn Vandenbergh (BEL) | Etixx-Quick Step   | + 12"      |
| 5  | Sep Vanmarcke (BEL)     | Team LottoNL-Jumbo | + 1' 24"   |
| 6  | Greg Van Avermaet (BEL) | BMC Racing Team    | + 1' 24"   |
| 7  | Zdeněk Štybar (CZE)     | Etixx-Quick Step   | + 1' 29"   |
| 8  | Philippe Gilbert (BEL)  | BMC Racing Team    | + 4' 35"   |
| 9  | Luke Rowe (GBR)         | Team Sky           | + 4' 55"   |
| 10 | Arnaud Démare (FRA)     | FDJ                | + 4' 55"   |